# Everett McGill
Charles Everett McGill III (Miami Beach, 21 ottobre 1945) è un attore statunitense.

## Biografia
Nato a Miami Beach, in Florida, studiò alla Rosedale High School nel Kansas. Appare in molti lavori di David Lynch, fra cui Dune e I segreti di Twin Peaks.

## Filmografia parziale

### Cinema
- Yankees (Yanks), regia di John Schlesinger (1979)
- Brubaker, regia di Stuart Rosenberg (1980)
- La guerra del fuoco (La Guerre du feu), regia di Jean-Jacques Annaud (1981)
- Dune, regia di David Lynch (1984)
- Unico indizio la luna piena (Silver Bullet), regia di Daniel Attias (1985)
- Gunny (Heartbreak Ridge), regia di Clint Eastwood (1986)
- Iguana, regia di Monte Hellman (1986)
- 007 - Vendetta privata (Licence to Kill), regia di John Glen (1989)
- La casa nera (The People Under the Stairs), regia di Wes Craven (1991)
- Trappola sulle Montagne Rocciose (Under Siege 2: Dark Territory), regia di Geoff Murphy (1995)
- Fuga dalla Casa Bianca (My Fellow Americans), regia di Peter Segal (1996)
- Una storia vera (The Straight Story), regia di David Lynch (1999)

### Televisione
- I segreti di Twin Peaks (Twin Peks) - serie TV, 30 episodi (1989-1991)
- Twin Peaks - serie TV, 2 episodi (2017)

## Doppiatori italiani
Nelle versioni in italiano delle opere in cui ha recitato, Everett McGill è stato doppiato da:
- Raffaele Uzzi in Dune
- Roberto Chevalier in Unico indizio la luna piena
- Dario Penne in Gunny
- Manlio De Angelis in 007 - Vendetta privata
- Francesco Fagioli ne I segreti di Twin Peaks
- Mario Cordova ne La casa nera
- Sandro Sardone in Trappola sulle Montagne Rocciose
- Paolo Bessegato in Fuga dalla Casa Bianca
- Ennio Coltorti in Una storia vera
- Nino Prester in Twin Peaks